# Aardbeieneiland
Aardbeieneiland is een onbewoond eiland gelegen in het Veerse Meer. Het eiland was van oorsprong een zandplaat in het Veerse Gat. Na de creatie van het Veerse Meer dacht men dat het eiland vanzelf zou wegspoelen. Dit bleek niet uit te komen en op het eiland ontstond een zeer interessante vegetatie. Het eiland is in handen van de Vereniging Natuurmonumenten die het beheert.
Het eiland is net als de onbewoonde eilanden Mosselplaat, Haringvreter en Arneplaat vrij toegankelijk voor recreatie.